# Liste der Naturschutzgebiete in Essen
Die Liste der Naturschutzgebiete in Essen enthält die Naturschutzgebiete der kreisfreien Stadt Essen in Nordrhein-Westfalen.

## Liste
| Schlüsselnr. | Gebietsname                         | Fläche in ha | Bild                                    |
| ------------ | ----------------------------------- | ------------ | --------------------------------------- |
| E-001        | Hülsenhaine im Schellenberger Wald  | 47,5000      | NSG Hülsenhaine im Schellenberger Wald  |
| E-002        | Schönebecker Schlucht               | 8,2000       | NSG Schönebecker Schlucht               |
| E-003        | Heisinger Ruhraue                   | 148,6000     | NSG Heisinger Ruhraue                   |
| E-004        | Ziegeleigelände Asey                | 7,2600       | NSG Ziegeleigelände Asey                |
| E-005        | Mechtenberg                         | 30,1000      | NSG Mechtenberg                         |
| E-006        | Kamptal                             | 5,7000       | Kamptal                                 |
| E-007        | Winkhauser Tal                      | 19,7000      | NSG Winkhauser Tal                      |
| E-008        | Untere Kettwiger Ruhraue            | 20,0000      | NSG Untere Kettwiger Ruhraue            |
| E-009        | Ruhruferstreifen am Golfplatz Oefte | 10,8000      | NSG Ruhruferstreifen am Golfplatz Oefte |
| E-010        | Oefter Tal                          | 27,4000      | NSG Oefter Tal                          |
| E-011        | Vogelschutzgebiet Heisinger Bogen   | 9,5000       | NSG Vogelschutzgebiet Heisinger Bogen   |
| E-012        | Asbachtal                           | 8,0000       | NSG Asbachtal                           |